# Capitolio del estado de Alabama

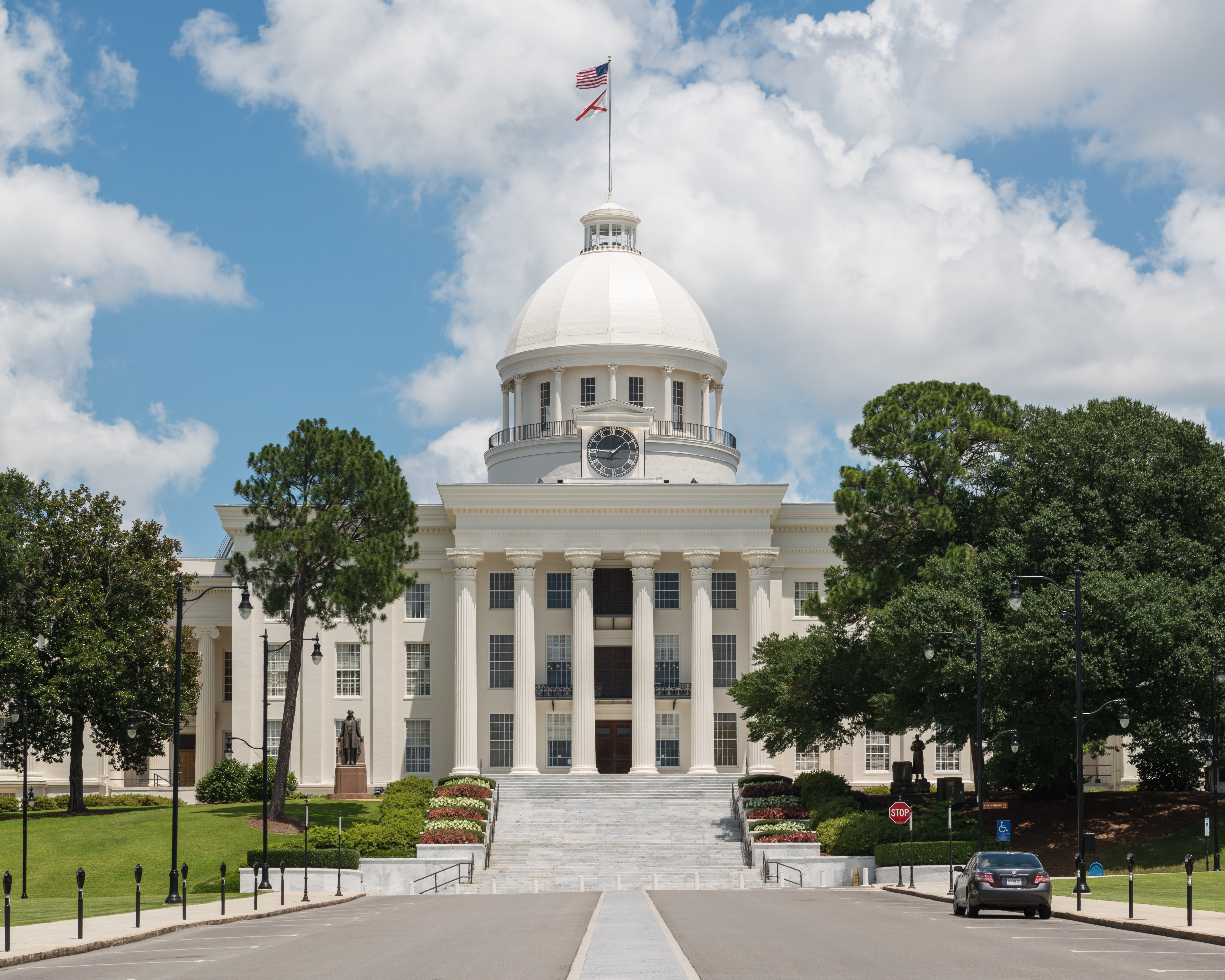
Capitolio de Alabama en 2016.

El Capitolio del Estado de Alabama, se encuentra en Goat Hill en Montgomery, Alabama. La estructura fue construida en 1851.

## Historia
El primer edificio del Capitolio en Montgomery, Alabama, fue construido en 1847, y fue destruido por un incendio en 1849. El actual capitolio del estado se construyó sobre los cimientos de la anterior Capitolio, y se terminó en 1851. El edificio ha crecido con el tiempo con un ala este agregado a los edificios posteriores en 1885, un ala sur en 1906 y junto con una completa renovación de todo el edificio, una adición moderna a la parte posterior en 1992.

## Arquitectura
El edificio está construido en estilo renacentista, obra de Berequías Holt. El edificio es conocido por su escalera de caracol distintivo. Las adiciones se hicieron a la construcción original en 1885, 1906, 1911 y 1992.
La rotonda está decorada con pinturas murales que representan la historia de Alabama. Los murales son, de Roderick MacKenzie, un artista escocés que se trasladó a Alabama. Los murales fueron ejecutados el lienzo desde 1926 hasta 1930 en el estudio de MacKenzie de Mobile. Ellos fueron enviados a continuación a Montgomery por ferrocarril.